# Posta (municipi d'Itàlia)
Posta és un comune (municipi) de la província de Rieti, a la regió italiana del Laci, situat a uns 80 km al nord-est de Roma i a uns 25 km al nord-est de Rieti. A 1 de gener de 2019 la seva població era de 635 habitants.
Poggio Moiano limita amb els següents municipis: Borbona, Cittareale, Leonessa, Micigliano i Montereale.